# Боб Мартин (певец)
Лео Хёппе (нем. Leo Heppe), известный под псевдонимом Боб Ма́ртин (нем. Bob Martin; 7 июня 1922, Красноярск, Енисейская губерния — 13 января 1998, Вена) — австрийский певец, вокалист и музыкант. Первый представитель Австрии на конкурсе песни «Евровидение-1957».

## Биография
Родился 7 июня 1922 года в Красноярске. В 1951 году, начал петь в Венской государственной опере, где он проработал вплоть до 1981 года, так как началась его музыкальная карьера. В 1957 году вместе с актрисой Гретой Вайзер снялся в главной роли в фильме «Einmal eine große Dame sein» (ремейк одноимённого фильма 1934 года).

### «Евровидение» и дальнейшая карьера
В том же году был выбран австрийским национальным вещателем ÖRF с песней «Wohin, kleines Pony?», став первым представителем Австрии на конкурсе песни «Евровидение», проходившем в немецком Франкфурте-на-Майне и вторым (после Фредди Квинна) исполнителем австрийского происхождения. Дебют Австрии на конкурсе оказался очень неудачным, страна заняла «первое последнее место» с 3 баллами. После участия на конкурсе певец часто гастролировал по немецко-говорящим странам и особенно популярен стал в южной части Австрии. Также он исполнял вокальные партии для опер и оперетт, некоторые из которых до сих пор присутствуют в музыкальных изданиях.

### Смерть
Скончался 13 января 1998 года в Вене в возрасте 75 лет. Похоронен на кладбище Оттакринг.

## Дискография

### Синглы
- 1957 — «Wohin, kleines Pony?»
- 1957 — «Seulement» (совместно с Лайн Андрес)
- 1969 — «Don't be Blue»
- 1984 — «Like a bird in the wind»

## Фильмография
- 1957 — «Einmal eine große Dame sein»
- 1959 — «Brigade des moeurs»
- 1959 — «Rendezvous in Wien»
- 1965 — «Cocktail»